# Théophile Pennequin
 (décembre 2022).
Pour les articles homonymes, voir Pennequin.
Théophile Daniel Noël Pennequin (1849-1916) est un général et administrateur colonial français.

## Biographie

### Les troupes de marine
Théophile Pennequin, né le 25 décembre 1849 à Toulon de Henri Jean Charles Pennequin et de Marie Anayse Louise Gasquet, fit des études en sa ville de naissance avant d'intégrer Saint-Cyr en 1868 dans la promotion « Suez ». Il intégra le 4e régiment d'infanterie de marine, rejoignait le Camp de Châlons avant de combattre à Mouzon, Douzy et Bazeilles pendant la guerre franco-allemande de 1870. Il fut emmené en captivité en Allemagne pour être libéré en avril 1871.
Il servit ensuite à Toulon puis à Cayenne avant de partir avec le 4e régiment d'infanterie de marine, en 1877, qui servait en Cochinchine. En 1879 il commandait une compagnie du régiment de tirailleurs annamites de Ben Tré.

### Madagascar
Un bref séjour en métropole, une nomination de capitaine et il fut affecté à Madagascar, Nosy Be puis Diego Suarez. Il fut chargé en 1883 de créer une compagnie de tirailleurs mixtes, comoriens, zanzibarites et sakalaves qui prendra le nom de « casques noirs ». Cette unité combattit l'armée hova pendant la première guerre franco-malgache. Son activité lui valut la croix de chevalier de la Légion d'honneur. De nouveau il fut opposé à l'armée merina commandée par le Britannique Shervington lors du combat d'Andampy où il les défait le 27 août 1885, ce qu'il lui vaut d'être promu officier de la Légion d'honneur. Il acquit une grande renommée pour ces actions mais aussi par son non-conformisme.

### Indochine
Nommé chef de bataillon, il était chargé en 1888 par le général Charles Bégin de pacifier la haute région de la rivière Noire et du pays muong, d'assister Auguste Pavie lors de son séjour en pays Taï, Pavie étant vice-consul à Luang Prabang. Ils se rencontrèrent en août 1888 à Vĩnh Yên du district éponyme. La région était parcourue par les bandes des Pavillons noirs, des Pavillons jaunes et de soldats chinois non soldés et surtout, les principaux dirigeants du mouvement national vietnamien autour de la personnalité du régent Tôn Thất Thuyết. Pavie et Pennequin, après moult tergiversations parviennent à un accord avec Đèo Văn Tri pour le retour des soldats en Chine, à la reddition pacifique des Siamois du général Phya Surrisak retiré dans la citadelle de Muong Theng. En décembre 1888 Pavie et Pennequin se séparent.

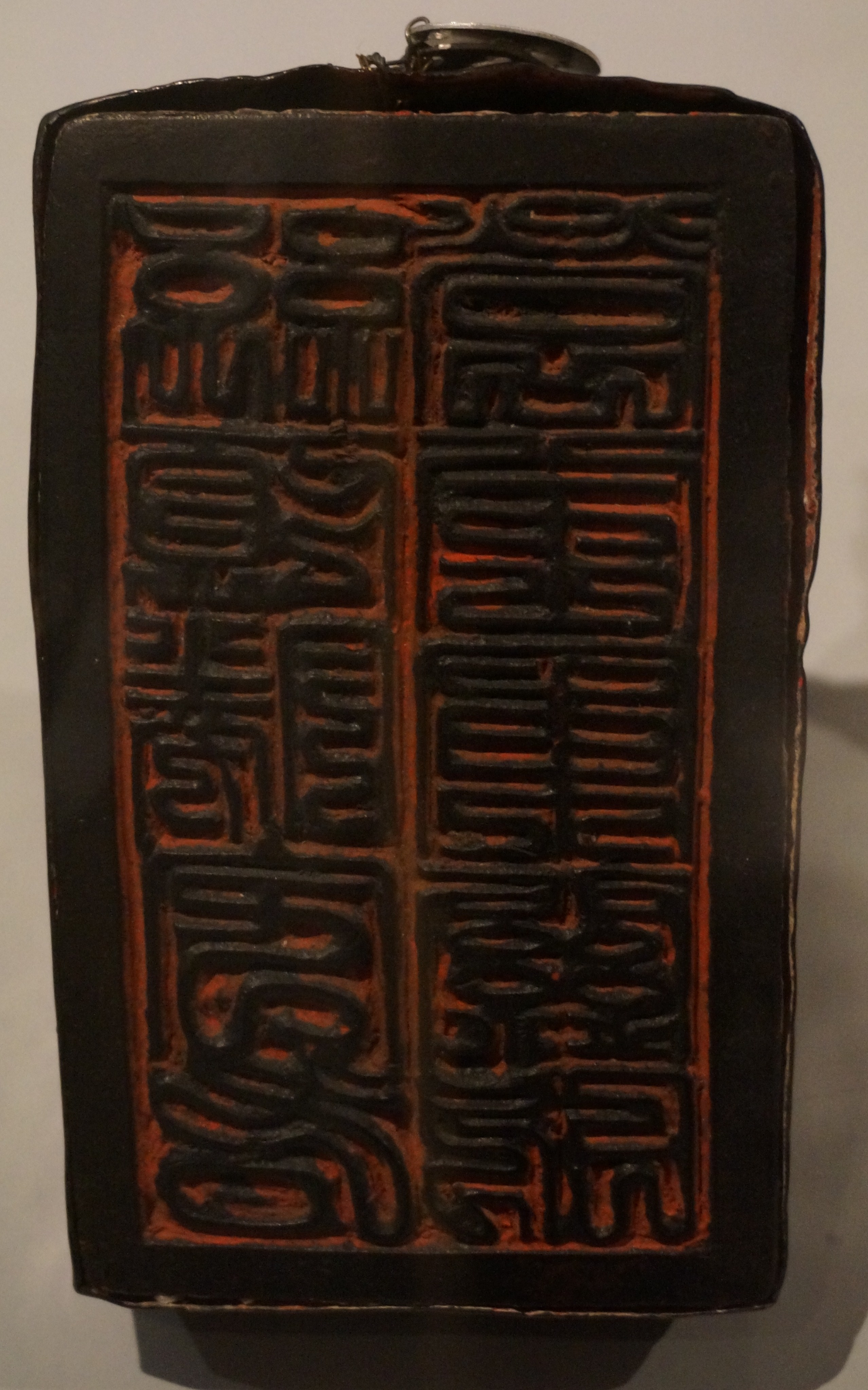
Son sceau utilisé en Indochine.

Le calme étant revenu au Sip Song Châu (pays des douze provinces), Théophile Pennequin, alors surnommé Penn I Té pour « source de justice et de vérité », organise les villages et y fonde des milices qu'il arme, en dépit des injonctions de Hanoï. De retour en France en septembre 1890, il revint prendre le commandement du IVe territoire militaire dont le siège est à Sơn La et s'est opposé aux troupes de Dê Kiêu et du Dôc Ngu, il multipliait les exemples de « la conquête des cœurs » en construisant écoles et routes, pensionnant des chefs de village. Quittant en 1893 son commandement, il était encensé par l’administration civile et décrié par ses chefs, qui le disent « plus explorateur qu'officier et plus apte à commander des populations à demi sauvages qu'un régiment ».
Lors de son quatrième séjour au Tonkin en août 1896, il est nommé président français de la Commission d'Abornement de la frontière du Yunnan où il retrouve Pavie. La frontière et les postes furent fixées, il prenait ensuite le commandement des IIIe et IVe régions militaires, couvrant un territoire aussi étendu que la Belgique. Pennequin joue alors les proconsuls à la frontière chinoise.  
De retour en métropole, il fut nommé général avant de retrouver Madagascar et son collègue de promotion Gallieni en avril 1898. En seize mois de commandement supérieur des troupes à Madagascar, et en assurant l’intérim de Gallieni comme gouverneur-général du 22 avril 1899 à mai 1900, il soumet les rébellions sakalaves et en particulier reçut à Tananarive la reddition de la reine Binao et de deux autres souverains sakalaves. De retour en métropole, il commanda alors la troisième brigade coloniale de Brest et siégeait au Comité technique des troupes coloniales. Général de division, il commanda les troupes en Indochine et au Cambodge à partir de mars 1904. Le 30 janvier 1906, il présentait au Comité de défense de l'Indochine un projet pour la constitution d'une armée nationale, il a le soutien du général Voyron président du Comité Consultatif de Défense des Colonies. Son supérieur le général Corronnat le tenait en grande estime et lui obtint la croix de Grand officier de la Légion d'honneur. Pennequin revint alors en France.
Le 12 janvier 1911 il était de retour à Hanoï comme Commandant Supérieur des Troupes du Groupe de l'Indochine, il y déployait une grande activité, ne cessait de montrer les réformes à entreprendre tant civiles que militaires. Il prônait aussi la mise en place d'une « Armée jaune », très différente du modèle de l'Armée noire de Mangin. En effet, Pennequin souhaitait une armée d'auto-défense de l'Indochine alors que Mangin développe un projet impérial autour de l'emploi des « troupes noires ». Cependant, son projet choque profondément le colonat français d'Indochine, mobilisé autour de Monpezat. En voulant mettre en avant les élites locales et octroyer à leurs fils les plus méritants le grade d'officier, franchissant ainsi la barrière raciale, il s'attirait la réprobation des journaux et des élites blanches de l'Indochine française et la réprobation du gouverneur général d'Indochine radical-socialiste Albert Sarraut.

### Retour en France
Lâché par tous, son projet est enterré par le Comité Consultatif de Défense des Colonies, arguant que « l'évolution militaire d'un peuple ne peut que suivre son évolution politique et sociale et non la devancer ». Il quitte son commandement le 5 février 1913 et n'obtenant pas d'affectation propre à son rang, demande sa mise en deuxième section et devenant le seul général de la coloniale à partir en retraite avant la limite d'âge. Il se propose le jour de la mobilisation générale, le 2 août 1914 mais ne reçoit pas de réponse. Il fut auditionné par les  députés Massé et Bernard, Paul Doumergue insista ensuite pour hâter le recrutement en Indochine. Ce n'est qu'en 1915 que Pennequin, brisé dans sa carrière, cherche à revenir dans la partie en proposant d'employer 170 000 Vietnamiens et hommes des minorités de la Haute-Région tonkinoise pour servir en métropole dans le cadre de la mobilisation générale des forces vives de l'Empire. La santé de Théophile Pennequin commença à décliner et il mourut en juin 1916 à l'hôpital de Toulon.

## Hommages et décorations
- Grand officier de la Légion d'honneur par décret du 30 décembre 1905[2]
  -  Commandeur de la Légion d'honneur par décret du 13 juin 1900
  -  Officier de la Légion d'honneur par décret du 11 novembre 1889
  -  Chevalier de la Légion d'honneur par décret du 1er mars 1884
- Chevalier de l'ordre du Dragon d'Annam
- Médaille commémorative de Madagascar

Hommage
- Hubert Lyautey disait de lui : « il est le Monsieur Tonkin du nord-ouest comme Gallieni est le Monsieur Tonkin du nord-est", mais aussi "de la Rivière Noire au Fleuve Rouge qui a dit Pennequin a tout dit »[réf. nécessaire].